# Тір Еогайн

Герб королівства Тір Еогайн.

Землі королівства Тір Еогайн.

Тір Еогайн(Тірон , ірл. Tír Eoghain, Thír Eoghain — королівство, що існувало в середньовіччі в Ірландії в 1185—1616. Правлячою династією в королівстві був клан Кенел н-Еогайн (ірл. — Cenél nEógain) — клан, що до цього правив в королівстві Айлех. У Х столітті в клані Кенел н-Еогайн з'явилися дві нові гілки: Мак Лохлайнн (ірл. — Mac Lochlainn) та О'Нейлл (ірл. — Ó Néill). У 1241 році клан О'Нейлл усунув від влади клан Мак Лохлайнн і правив королівством самостійно. Від клану О'Нейлл відокремилась гілка яку заснував Аед Буйде мак Домналл Ог (ірл. — Aedh Buidhe mac Domnaill Óg), нащадки якого володілами землями Кландібоє (ірл. — Clandeboye).
Король Конн Блахах (ірл. — Conn Bachach) у 1542 році прийняв титул короля Тір Еогайн, але потім відмовився від нього. Чому він це зробив і чому він це зробив без консультації з кланом Дербфіне (ірл. — Derbfine) — незрозуміло.
Королівство Тір Еогайн охоплювало територію, що простягалася далеко за межі сучасної землі Тірон — на північ від озера Лох-Фойл і влючало в себе нинішні землі графства Деррі. Але потім північну частину королівства захопила гільдія Лондона. Королівство було знищене англійськими загарбниками — останній король Тір Еогайн покинув Ірландію, тікаючи від англійського терору, що панував після придушення ірландських повстань кінця XVI століття. Масова втеча ірлндської аристократії за кордон у 1607 році ввійшла в історію як «втеча графів». Після припинення існування королівства землі Тір Еонайн склали графство Тірон, що продовжувало бути оплотом клану О'Нілів — найсильнішому ірландському клану, що вижив у буремному і трагічному для Ірландії XVII столітті.

## Список королів Тір Еогайн
- Домналл мак Аода мак Лохлайнн (ірл. — Domhnall mac Aodha Mac Lochlainn) (1185—1186 та вдруге в 1187—1188)
- Руайдрі О'Флайбертайг (ірл. — Ruaidhri Ó Flaithbheartaigh) (1186—1187)
- Муйрхертах мак Муйрхертайг мак Лохлайнн (ірл. — Muircheartach mac Muircheartaigh Mac Lochlainn) (1188—1196)
- Аод Майх мак Аода ОНейлл (ірл. — Aodh Méith mac Aodha Ó Néill) (1196—1230) перший король з клану О'Нейлл (ірл. — Ua Neill (Ó Néill).
- Конхобар Бег мак Конхобайр мак Лохлайнн (ірл. — Conchobhar Beg mac Conchobhair Mac Lochlainn) (1201—1201)
- Ніалл Руад мак Аода О'Нейлл (ірл. — Niall Ruadh mac Aodha Ó Néill) (1230—1230)
- Домналл мак Муйрхертайг мак Лохлайнн (ірл. — Domhnall mac Muirchertaigh Mac Lochlainn) (1230—1230 та вдруге 1234—1241 (останній король з клану Мак Лохлайнн королівства Тір Еогайн, всі наступні королі були з клану О'Нейлів)
- Домналл Ог мак Аода Мейх О'Нейлл (ірл. — Domhnall Óg mac Aodha Méith Ó Néill) (1230—1234)
- Бріан мак Нейлл Руайд ОНейлл (ірл. — Brian mac Néill Ruaidh Ó Néill) (1238—1260) — Верховний король Ірландії в 1258—1260.
- Аод Буйде мак Домнайлл Ог (ірл. — Aodh Buidhe mac Domhnaill Óg) (1260—1261 та вдруге 1263—1283 (останній король Айлеху)
- Ніалл Куланах мак Домнайлл Ог (ірл. — Niall Culanach mac Domhnaill Óg) (1261—1263 та вдруге 1286—1290; помер 1291)
- Домналл мак Бріан О'Нейлл (ірл. — Domhnall mac Brian Ó Néill) (1283—1286 та вдруге 1290—1291 та втретє 1295—1325)
- Бріан мак Аода Буїдне (ірл. — Brian mac Aodha Buidhe) (1291—1295)
- Ейнрі мак Бріайн мейк Аода Буїдне (ірл. — Éinri mac Briain meic Aodha Buidhe) (1325—1345; помер 1347)
- Аод Реамайр Великий мак Домнайлл (ірл. — Aodh Reamhair (Aodh Mór) mac Domhnaill) (1345—1364)
- Ніалл Великий мак Реамайр (ірл. — Niall Mór mac Aodha Reamhair) (1364 — також король Ольстера (Уладу) з 1364 — скинутий 1397; помер 1398)
- Ніалл Ог мак Нейлл (ірл. — Niall Óg mac Néill) (1397—1403)
- Бріан Ог мак Нейлл (ірл. — Brian Óg mac Néill Óg) (1403)
- Домналл мак Ейнрі Аймрейд (ірл. — Domhnall mac Éinri Aimhreidh) (1404—410; вдруге 1414—1419; втретє 1421—1432)
- Еоган мак Нейлл Ог (ірл. — Eoghan mac Néill Óg) (1410—1414; вдруге 1419—1421; втретє 1432—1455; помер 1456)
- Ейнрі мак Еогайн (ірл. — Éinri mac Eoghain) (1455—1483; помер 1484)
- Конн мак Ейнрі (ірл. — Conn mac Éinri) (1483—1493)
- Ейнрі Ог мак Ейнрі (ірл. — Éinri Óg mac Éinri) (1493—1498)
- Домналл Кларах мак Ейнрі (ірл. — Domhnall Clarach mac Éinri) (1498—1509)
- Арт мак Аода (ірл. — Art mac Aodha) (1509—1513)
- Арт Ог мак Квінн (ірл. — Art Óg mac Cuinn) (1513—1519)
- Конн Баках мак Квінн О'Нейлл (ірл. — Conn Bacach mac Cuinn Ó Néill) (1519 — виник титул ерл Тайрону (тірону) — 1542—1558; помер 1559)
- Шон Доннгайлех ан Діоміус мак Квінн Бакайг (ірл. — Seán Donnghaileach (Seán an Diomuis mac Cuinn Bhacaigh) (1559—1567)
- Тойрделбах Луйнех мак Нейлл Хонналайг майк Айрт Ойг О'Нейлл (ірл. — Toirdhealbhach Luineach mac Neill Chonnalaigh meic Airt Óig Ó Néill) (1567 — передав трон Нугу О'Нейллу (ірл. — Hugh O'Neill) у 1593; помер 1595)
- Аод Великий мак Феардорха О'Нейлл (ірл. — Aodh Mór mac Feardorcha Ó Néill) (1593 — втік від англійського терору 1607; помер 1616).